# マリオ高野
マリオ髙野（マリオたかの、1973年6月24日 -）、本名髙野 博善（たかの ひろよし）は、日本の自動車ライターである。大阪府生まれ。大阪府立八尾北高校卒業。群馬県太田市在住。
ホンダの新車セールスマンや輸入車ディーラーでの車両回送員、ダイハツの工場で期間工になりアンダーボディ組立てを経験した。2001年に上京し自動車雑誌の編集部員などを経てフリーライターになった。自動車ライターとして『CARトップ』『SUBARU MAGAZINE』など自動車専門メディアに多数寄稿する。2013年から2021年現在まで、「SUPER GT SUBARU BRZ GT300」の公式応援団長も務め、「スバリストライター」としても知られる。
免許取得後に軽自動車のスバル・ヴィヴィオを購入し、20歳の時にスバル・インプレッサWRXを新車で購入した。2024年時点で、スバル・インプレッサWRX（初代、GC8）、2014年式のスバル・インプレッサG4（4代目、GJ3）、SUBARU BRZ（2代目）、スバル・サンバーバンを個人所有している（全てマニュアルトランスミッション車）。
2023年4月に行われた太田市議会議員選挙に無所属新人として立候補して初当選した。